# Валезијев аноним
Валезијев аноним (лат. Anonymus Valesianus) или Валезијев извод (лат. Excerptum Valesianum) је назив за два мала латинска списа, између којих нема готово ничега заједничког. Први пут их је објавио Француз Анри де Валоа (фр. Henri Valois; 1603–1676), познат и као Хенрик Валезије (лат. Henricus Valesius), на крају свог издања Амијана Марцелина (1636). Сачувани су у Филипсовом рукопису бр. 1885 (пре познат као Мерманов рукопис бр. 794) из Немачке државне библиотеке у Берлину. Из овога је чини се у 12. веку преписан Палатински рукопис бр. 927 из Ватиканске библиотеке.
Назив лако може да завара, пошто се ради о два списа. Због тога се негде наводи и у множини, као Валезијеви аноними (лат. Anonymi Valesiani) или Валезијеви изводи (лат. Excerpta Valesiana). 

## Порекло рукописа
Спис је добио име по првом издавачу, француском учењаку Анрију де Валои. Овом филологу и историчару – кога је 1654. кардинал Мазарен почаствовао титулом краљевског историографа (фр. Historiographe du Roi de France) исусовац и краљев исповедник Жак Сирмон (фр. Jacques Sirmond; 1559–1651) доставио је копију листова увезаних у један кодекс. Обезбедивши за то стручну подршку свог учитеља Сирмона и свог млађег брата Адријана (1607—1692), А. де Валоа је издао копију у прилогу свог издања Амијана Марцелина које је објавио у Паризу 1636.
У вези са списом који је издао А. де Валоа, ради се, наиме, о једном рукопису који је настао у првој трећини 9. века у Верони. По свој прилици га је донео у Мец епископ Ратер (познат и под латинизованим именом Ратерије). Касније је, вероватно путем донације, доспео у исусовачки Клермонски колеж у Паризу (касније Колеж Луја Великог), који је основао Гијом Дипра (фр. Guillaume Duprat), архиепископ Клермон-Ферана.
Свежањ пергамената који се првобитно састојао од 34 одвојена слога, рукописа од девет различитих писаца, касније је растављен, те је од тога један део спојен. Приликом растављања није се, међутим, водило рачуна о редоследу слогова и, с тим у вези, редоследу рукописа. Ово стање је затекао већ Сирмон, када је проучавао рукопис и исписавао на папиру попис садржаја спојеног кодекса. Том приликом је копирао тзв. изводе (лат. Excerpta). У каталогу објављеном 1764. приликом лицитације колешке библиотеке рукописи се налазе у различитим форматима и одвојено, под бројевима 627 и 680.
Под бројем 627 каталог наводи:
Пергаментски кодекс у формату осмине, од 153 листова, написан у 16. веку и некомпактан. У склопу њега налазе се:
1. Фрагмент једног античког географа
2. Извод из књига Трога Помпеја на три листа
3. Прва књига Еутропијеве „Римске историје“
4. „О збиру времена или О пореклу и делима римског народа“ од епископа Јордана (или Јорнанда)
5. „Порекло гетског народа“, изводи из Јорнандових књига
6. Фрагменти Јеронимове белешке о Данилу
7. Хронологија династија по анонимном аутору
8. Извод из Еузебијевих хроника

Под бројем 680 каталог наводи:
Пергаментски кодекс у формату мале четвртине, од 75 листова, написан у 9. веку, у оквиру којег се налазе:
1. „Историја Гота, Вандала и Свева“ од Исидора Хиспанског
2. Анонимни аутор о делима Константина Великог
3. Изводи из неодређених хроника који се односе на цареве Зенона и Анастасија и краља Теодориха
4. Изводи из других хроника који се односе на Јустинијана и Франке до Карла Мартела

Кодекс од 75 листова купио је 1764. на аукцији Герард Мерман (хол. Gerard Meerman) у Хагу. После његове смрти до кодекса је дошао енглески колекционар сер Томас Филипс (енгл. Sir Thomas Phillipps), који га је прво држао у Мидхилу, а потом у Челтнаму. Након продаје збирке од стране наследника, рукописи су доспели 1887. у Одељење за рукописе у Берлину, где су данас похрањени као Филипсов рукопис бр. 1885 у Немачкој државној библиотеци у Берлину.
Рукопис је настао у манастиру Свето Тројство, који су основали (1115) и осветили (1117) валомброзански бенедиктинци на брду Монте Оливето које се тада још налазило изван Вероне. У 17. веку доспео је у палатинску збирку рукописа Ватиканске библиотеке. У овом рукопису налазе се Веронски анали (лат. Annales Veronenses), које је издао Перц.

## Диспозиција и садржај

### Део први
Први део је насловљен у рукопису као „Порекло цара Константина“ (лат. Origo Constantini imperatoris), али садржи кратку биографију свих царева (лат. Augusti), који су владали од 305. до 337. То је један немарно сачињен извод са пуно празнина, обогаћен интерполацијама из Орозија. Екстрахован извор делимично потиче од збирке царских биографија, која је састављена недуго после Константинове смрти и била доступна и Виктору, Евтропију и Зосиму. Међутим, већина је преузета из савременог извештаја, који не показује додирне тачке ни са једним од познатих историописаца и далеко премашује све у погледу тачности и поузданости.
Реч origo која стоји у наслову обично је ишла уз безлична бића космичког значаја: origo gentis Romanae (порекло римског народа) или origo humani generis (порекло људског рода). Катон је много раније написао „Почетке“ (лат. Origines), који су код римских писаца обично навођени у множини (“), изузев код Гелија:  (букв. „што је М. Катон написао у шестом ‘Почетку’“), што би могло да имплицира да је свака књига била насловљена origo, али би то поједнако могло да значи исто што и in sexto Originum libro (у шестој књизи „Почетака“). Будући да се односи на Константина, реч origo може да се схвати у том контексту да дело почиње са мукотрпним излагањем порекла и да писац нигде не пропушта прилику да спомене породичне везе протагонисте. Међутим, могла би да буде и суптилна пропаганда: Константинов принципат комбиновао је препород Рима са рођењем новог Рима.

### Део други
Други Валезијев аноним је преписан у Берлинском рукопису: „између осталог, и из хроника“ (лат. item ex libris chronicorum inter cetera). Палатински рукопис носи следећи (сигурно не оригиналан) наслов: „О доласку Одоакра, краља Кира и Херула у Италију и како је потом краљ Теодорих био прогањан“ (лат. de adventu Oduachar regis Cyrorum et Erulorum in Italia et quomodo rex Theodericus tum fuerit persecutus). У ствари, прича почиње са доласком цара Непота на власт (474 г. после Христа) и завршава се са Теодориховом смрћу (526). Догађаји у Италији приказани су хронолошким редоследом, а између њих уметнуте су вести с Истока. Извесно је да је аутор, који је писао лошим стилом и невешто компиловао драгоцен материјал, користио тзв. „Равенске фасти“. Осим тога, користио је и „Житије Севериново“ (лат. Vita Sancti Severini) од Евгипија (написано 511), које такође цитира, а исто тако и усмена казивања – вероватно за Теодорихову владавину, и једног непознатог аутора – за догађаје на истоку. Састављач компилације је био правоверан хришћанин и вероватно није писао дуго времена после описаних догађаја, али вероватно негде после пада готске државе. Мало је вероватно да је састављач био епископ равенски Максимијан (499–556).

## Издања и преводи
- König, Ingemar (1987). Origo Constantini: Anonymus Valesianus 1. Trier.
- König, Ingemar (1997). Aus der Zeit Theoderichs des Großen. Einleitung, Text, Übersetzung und Kommentar einer anonymen Quelle. Darmstadt.
- Lieu, Samuel N. C.; Montserrat, Dominic (1996). From Constantine to Julian: Pagan and Byzantine Views. A Source History. New York.